# Rijkerswoerd
Rijkerswoerd  is een voormalig buurschap van Elst (gemeente Overbetuwe) en tevens de naam van een nieuwbouwwijk in het zuidelijkste puntje van de stad Arnhem.

## Buurschap Rijkerswoerd
Deze was bewoond van de 9e tot de 15e eeuw. Een woerd is een aangelegde verhoging in het landschap, zoals een terp. Rijckard was een persoonsnaam. De buurschap wordt in het noorden begrensd door de Eldense Zeeg, in het westen door de Rijksweg Noord - Batavierenweg, in het zuiden door de Linge en in het oosten door de Huissense Zeeg. De buurschap wordt doorsneden door de A325 en bestaat uit drie gedeelten: de Hoge Woerd -de eigenlijke Rijkerswoerd-, tussen de Eldense Zeeg in het noorden en de Rijkerswoerdsestraat in het zuiden; Het Broek, gelegen tussen Rijkerswoerdsestraat en de Linge; en Het Polderke, een strook grond gelegen ten zuiden van de Linge, ten oosten van de Rijksweg Noord, ten westen van de Aamse Zeeg en ten noorden van de Aamse Binnenveldse Zeeg (van Groenoord tot en met Rijzenburg).
Sinds de grenswijziging per 1 januari 1974 tussen de gemeenten Elst (nu Overbetuwe) en Arnhem maakt het noordwestelijke deel van de Hoge Woerd deel uit van de Arnhemse nieuwbouwwijk De Laar en het noordoostelijke deel van de nieuwbouwwijk Rijkerswoerd.
Vanaf eind jaren 70 is ten zuiden van Rijkerswoerd de zandafgraving Rijkerswoerdse Plassen ontstaan.

## Wijk Rijkerswoerd
De wijk Rijkerswoerd is gebouwd vanaf 1989 en is de meest zuidelijk gelegen wijk van Arnhem. Het grootste deel van de wijk ligt in de voormalige Elster buurschap Rijkerswoerd, alleen het noordwestelijke deel ligt in de voormalige polder Elden. De wijk heeft 12.550 inwoners verdeeld over meer dan 5000 woningen. Rijkerswoerd wordt begrensd door de Huissensedijk, de A325, Rijkerswoerdsestraat, Bergerdensestraat en Mooieweg. De wijk was tot de bouw van Schuytgraaf de laatste grootschalige uitbreiding van de stad Arnhem.
Rijkerswoerd bestaat uit vier buurten: Rijkerswoerd-Oost, Rijkerswoerd-Midden, Rijkerswoerd-West en Overmaat. De wijk kent één buurtwinkelcentrum. Aan de westkant van de wijk liggen twee kleine industrieterreinen en een kleine wijk die in de volksmond 'het smurfendorp' wordt genoemd vanwege de eerstgebouwde huizen die blauw zijn.
Een bezienswaardigheid is stadsboerderij De Korenmaat in de wijk, met onder meer een perenboomgaard en een boerenschuur uit 1830. Het gebied rondom de boerderij is nog agrarisch ingericht.
Door de eerste bewoners van de wijk werd in 1990 de wijkvereniging Rijkerswoerd opgericht, die allerlei evenementen in de wijk organiseert. Het doel hiervan is de leefbaarheid in wijk te bevorderen en de onderlinge contacten te onderhouden.
In Rijkerswoerd zijn 4 basisscholen: Basisschool Cosmicus (algemeen bijzonder onderwijs), Pieter de Jong (katholiek), Het Klinket (protestant-christelijk) en Lea Dasbergschool (openbaar).
Door middel van trolleybuslijn 7 is Rijkerswoerd verbonden met het centrum van de stad en station Arnhem Centraal. Lijn 7 werd geopend op 28 mei 1989 en op 5 september 1999 omgezet in een trolleylijn en was daarmee de 5e lijn van het Arnhemse trolleynet. In het westen van de wijk rijdt ook trolleybuslijn 2.
In het oosten van Rijkerswoerd ligt Sportpark Rijkerswoerd, thuishaven van onder meer voetbalclub ESA Rijkerswoerd, handbalclub AAC1899 en De Balletschool Arnhem.

## Foto's

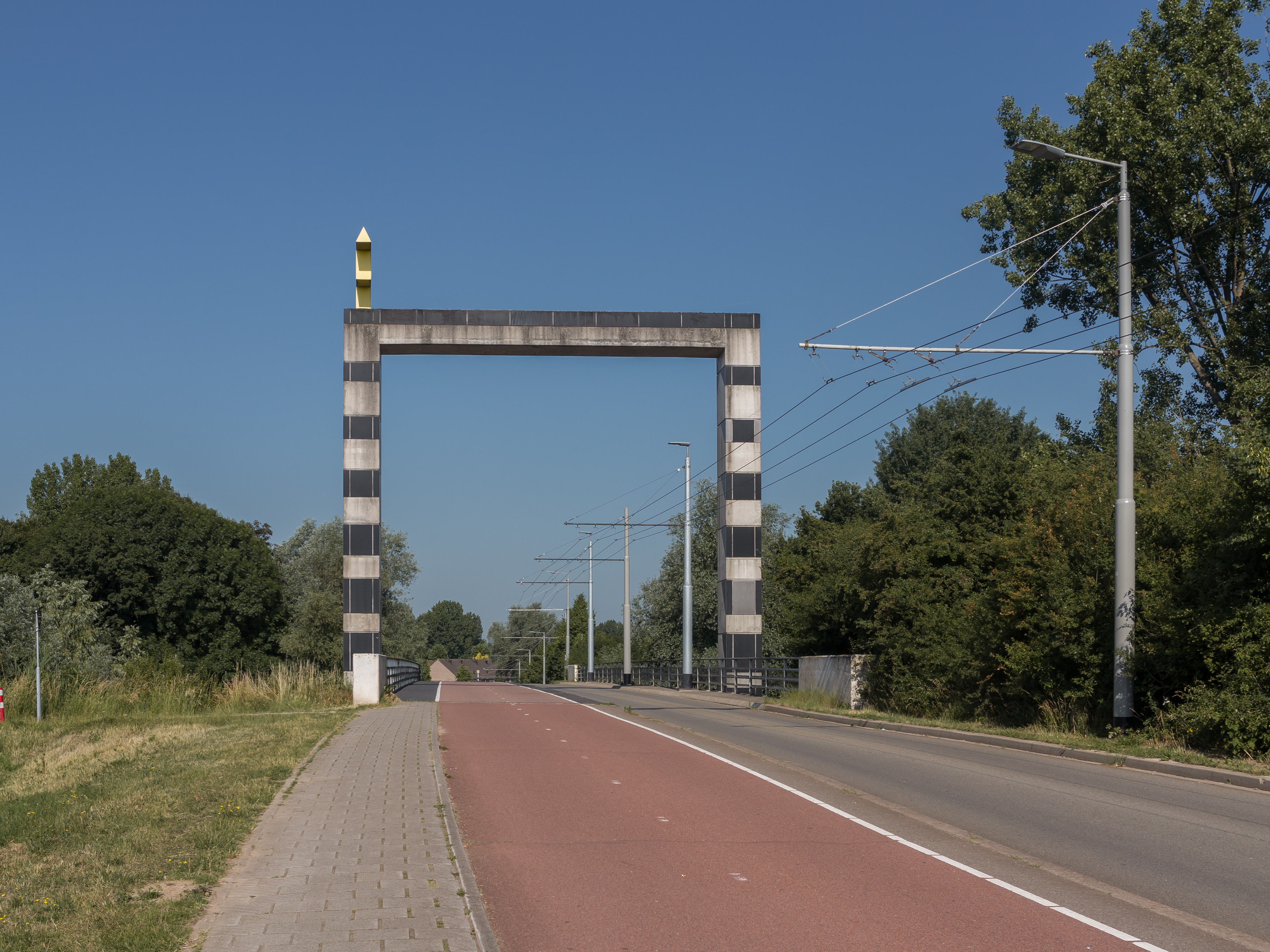
Brug naar De Laar over de snelweg
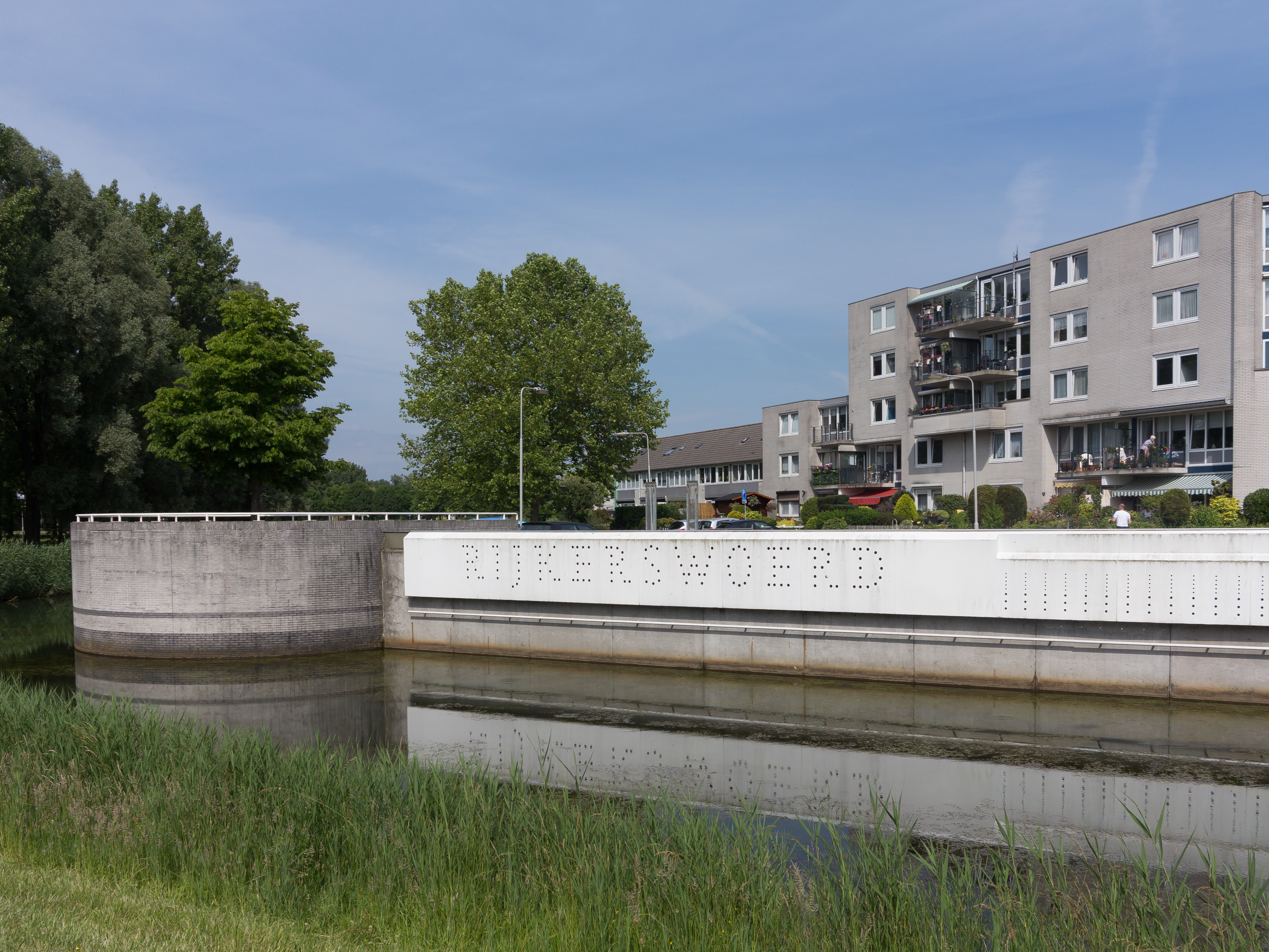
Binnenkomst van de wijk bij het Louis Armstronghof
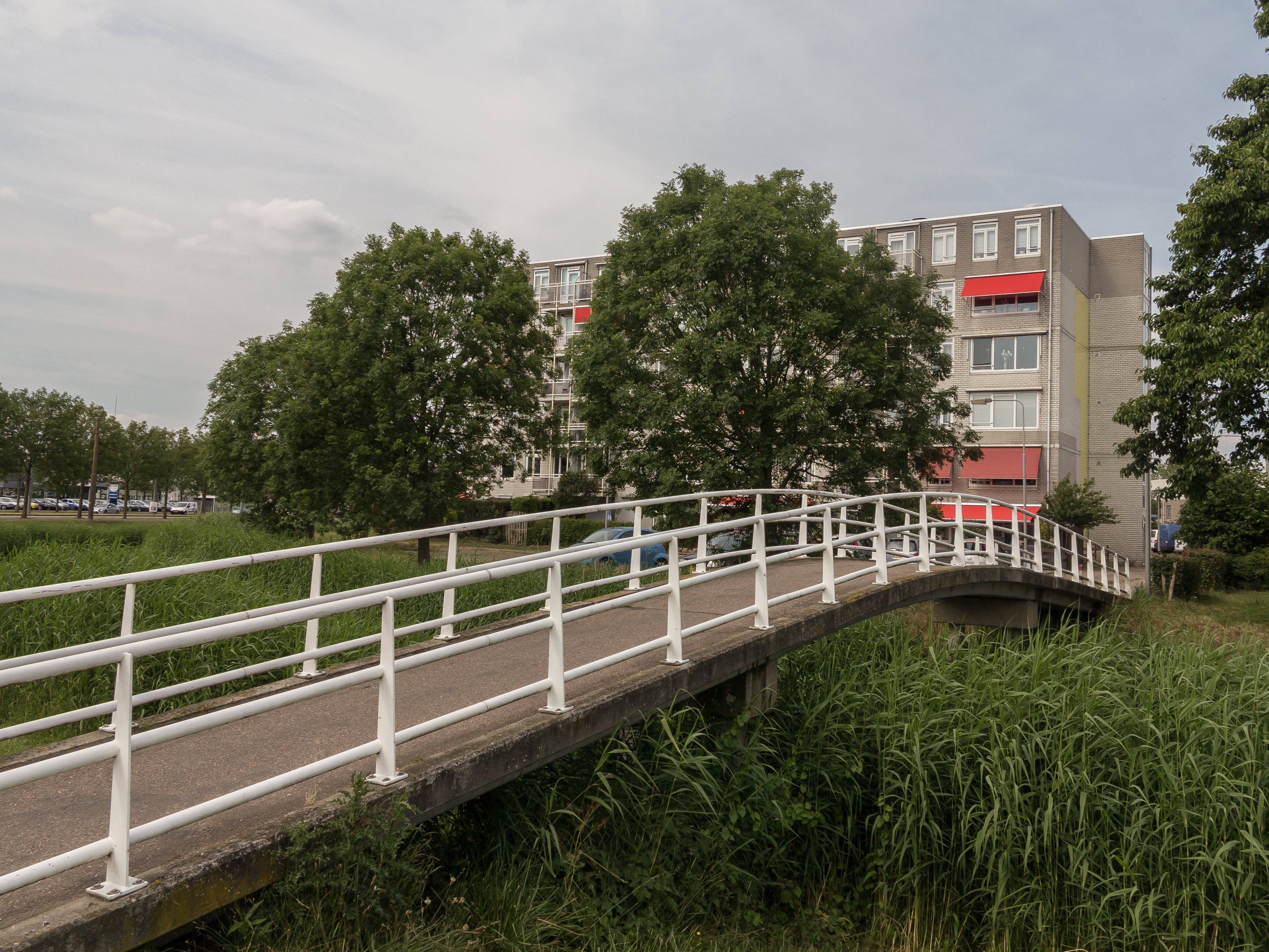
Brug naar de John Lennonstraat
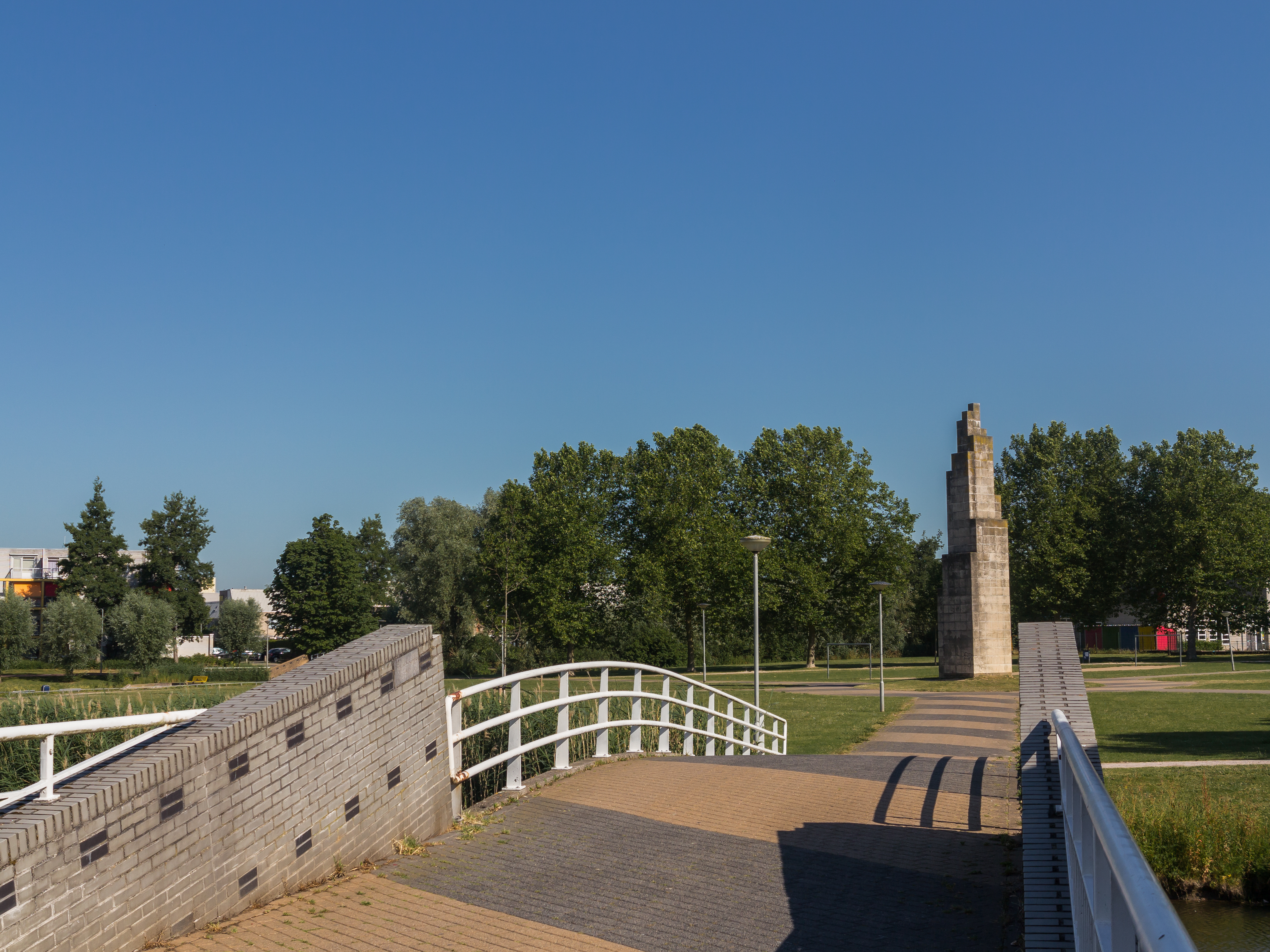
Kunst op straat tussen de Marga Klompélaan en de Pythagorasstraat
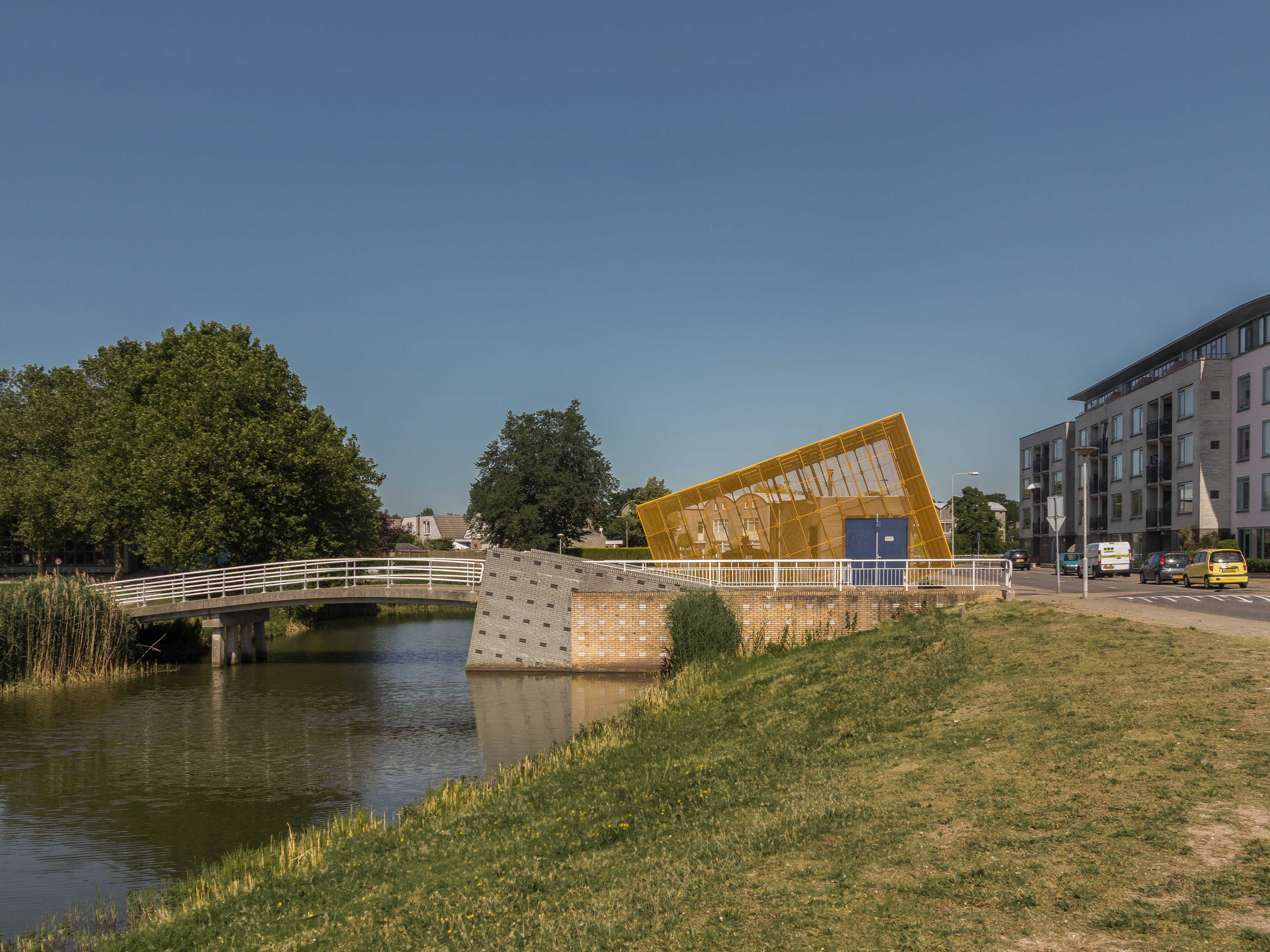
Sculptuur bij de Doctor Joop Den Uylsingel
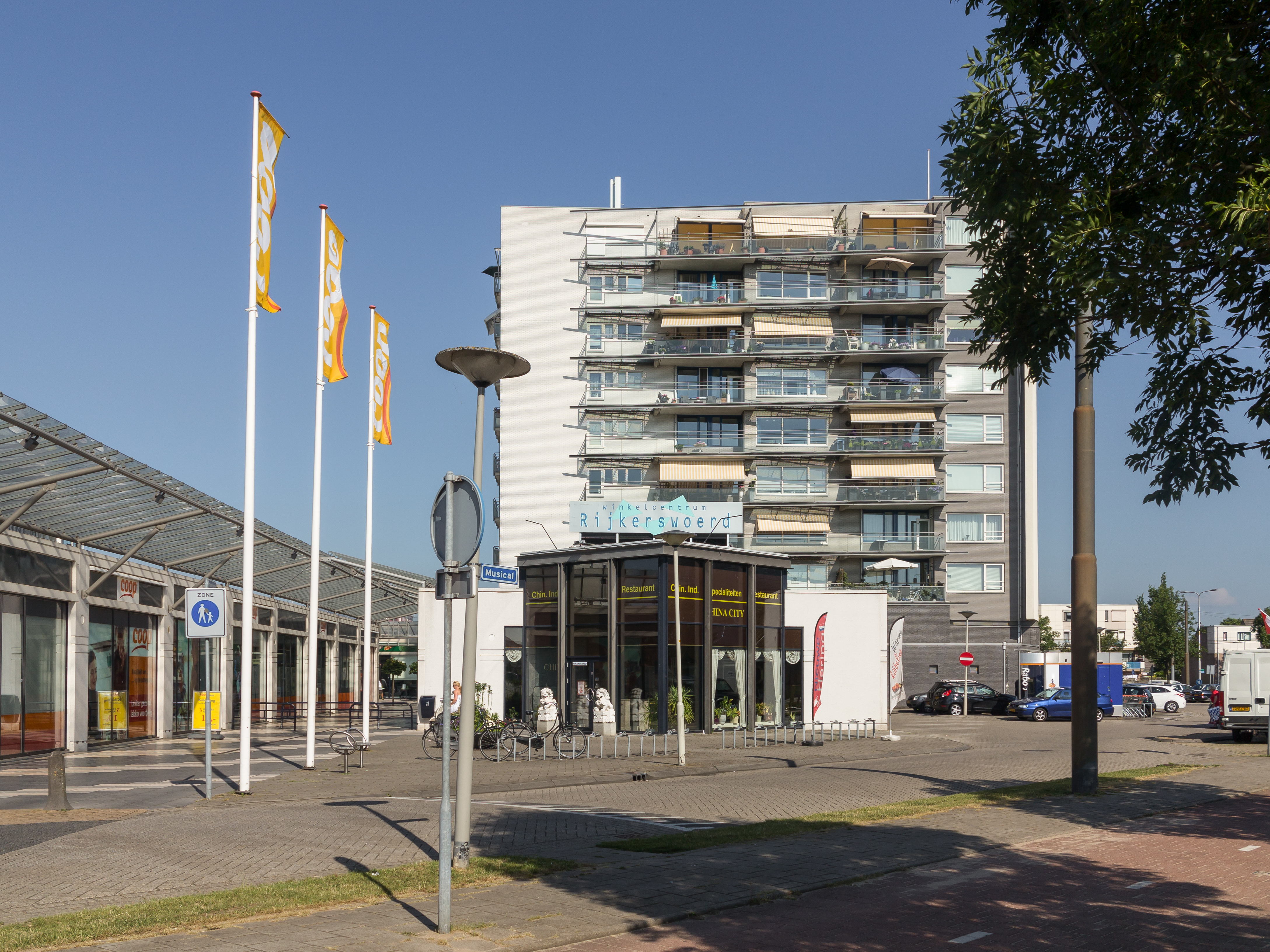
Winkelcentrum Rijkerswoerd
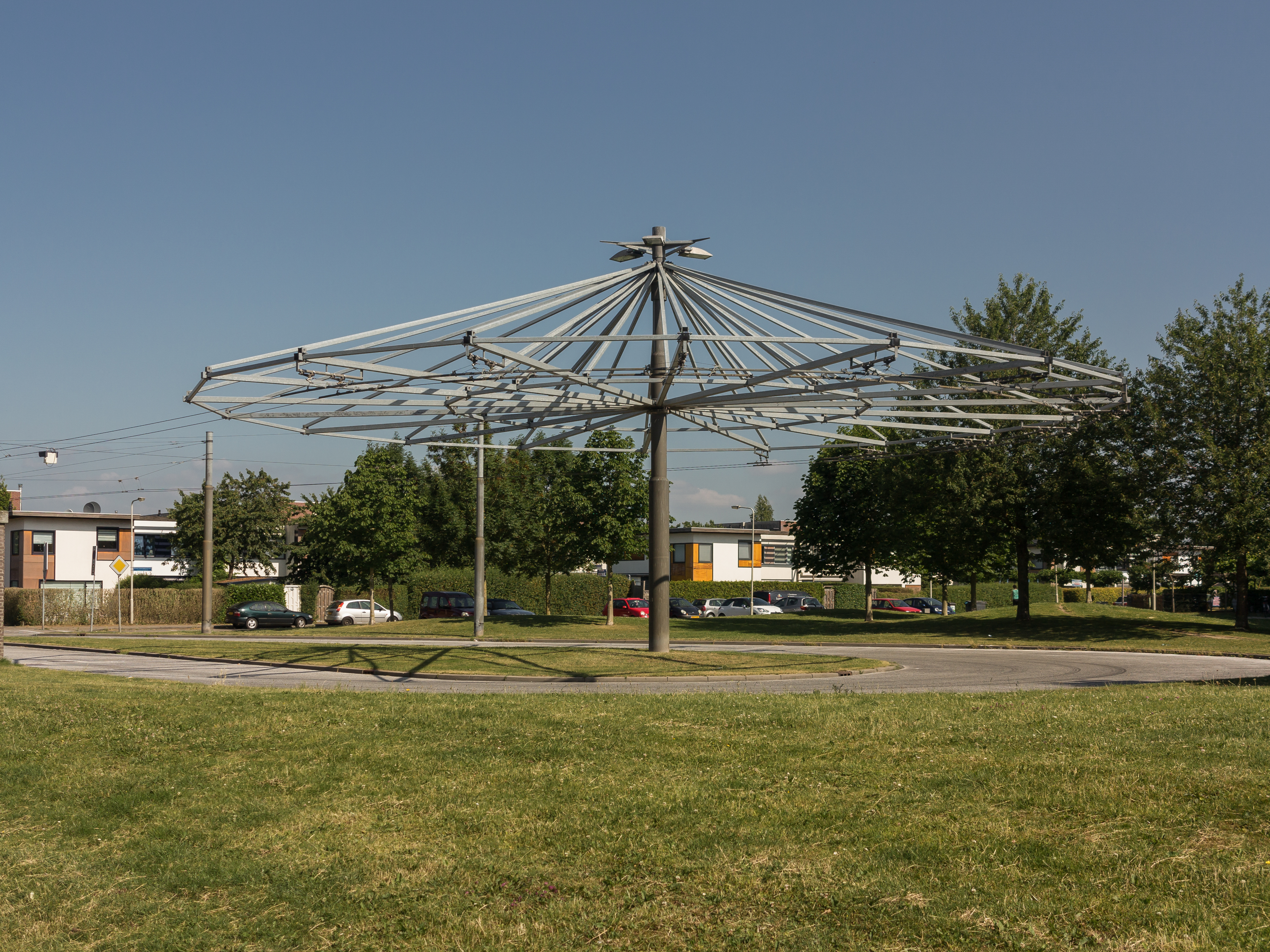
Eindhalte trolleybus
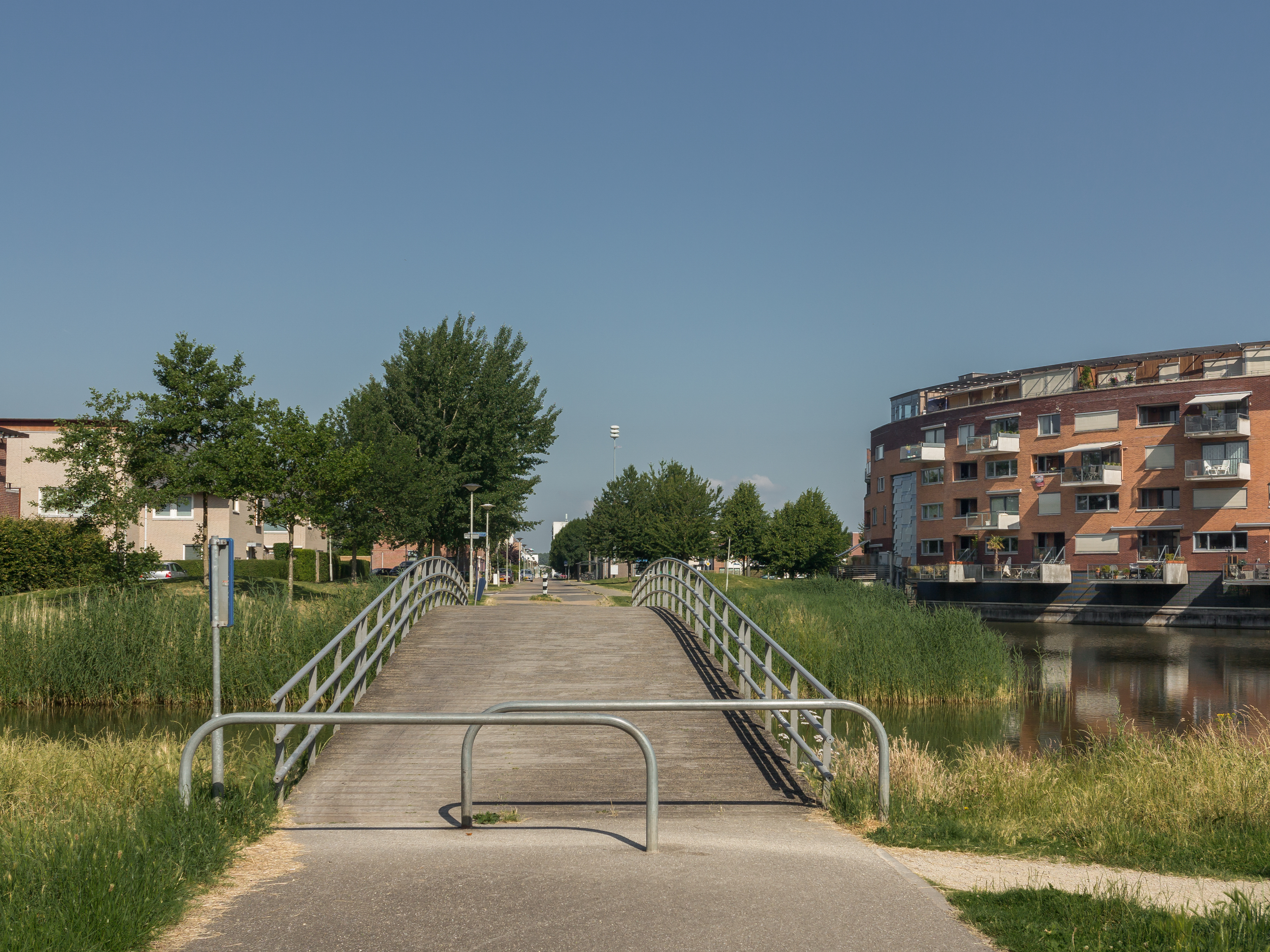
Brugje bij eindhalte trolleybus
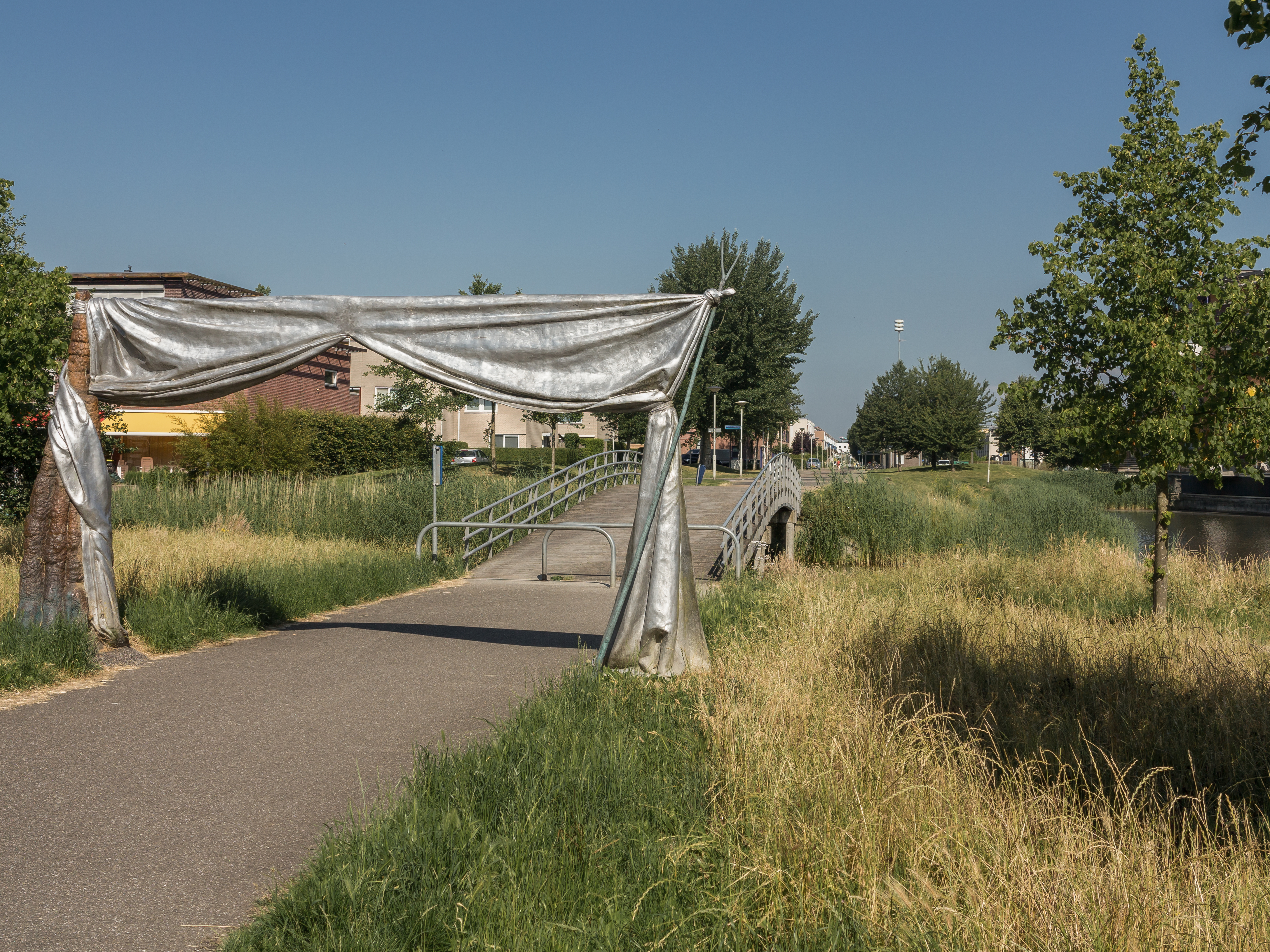
Poort bij brugje eindhalte trolleybus